# Oeiras indoor 2023
L'Oeiras indoor 2023 è stato un torneo maschile tennis professionistico. È stata la 1ª edizione del torneo, facente parte della categoria Challenger 50 nell'ambito dell'ATP Challenger Tour 2023, con un montepremi di 36 000 €. Si è svolto dal 2 all'8 gennaio 2023 sui campi in cemento indoor del Complexo de Ténis do Jamor di Oeiras, in Portogallo.

## Partecipanti

### Teste di serie
| Nazionalità | Giocatore            | Ranking* | Testa di serie |
| ----------- | -------------------- | -------- | -------------- |
| Lituania    | Ričardas Berankis    | 168      | 1              |
| Regno Unito | Jay Clarke           | 240      | 2              |
| Italia      | Matteo Gigante       | 250      | 3              |
| Serbia      | Hamad Međedović      | 255      | 4              |
| Tunisia     | Aziz Dougaz          | 273      | 5              |
| Austria     | Maximilian Neuchrist | 274      | 6              |
| Ungheria    | Máté Valkusz         | 275      | 7              |
| Belgio      | Raphaël Collignon    | 280      | 8              |

* Ranking al 26 dicembre 2022.

### Altri partecipanti
I seguenti giocatori hanno ricevuto una wild card per il tabellone principale:
- Jaime Faria
- Gonçalo Oliveira
- Pedro Sousa

I seguenti giocatori sono passati dalle qualificazioni:
- Mark Lajal
- Cem İlkel
- Alibek Kachmazov
- Joris De Loore
- Dino Prižmić
- Kenny de Schepper

Il seguente giocatore è entrato in tabellone come lucky loser:
- Edan Leshem

## Punti e montepremi
| Torneo    | Torneo              | V     | F     | SF    | QF    | 2T  | 1T  | Q | Q2  | Q1  |
| Singolare | Punti               | 50    | 30    | 17    | 9     | 4   | 0   | 3 | 1   | 0   |
| Singolare | Premi in denaro (€) | 4 910 | 2 950 | 1 735 | 1 000 | 600 | 360 | – | 180 | 110 |
| Doppio    | Punti               | 50    | 30    | 17    | 9     | –   | 0   | – | –   | –   |
| Doppio    | Premi in denaro (€) | 1 900 | 1 110 | 670   | 390   | –   | 225 | – | –   | –   |

## Campioni

### Singolare
Joris De Loore ha sconfitto in finale  Filip Cristian Jianu con il punteggio di 6–3, 6–2.

### Doppio
Victor Vlad Cornea /  Petr Nouza hanno sconfitto in finale  Jonathan Eysseric /  Pierre-Hugues Herbert con il punteggio di 6–3, 7–6(3).